# Коефіцієнт вимушеного простою
Коефіціє́нт ви́мушеного просто́ю (рос. коэффициент вынужденного простоя; англ. idle time factor; англ. downtime ratio; нім. Notausfallfaktor m) – параметр надійності виробу, який визначається відношенням тривалості відновлення виробу до суми тривалості відновлення та тривалості безвідмовної його роботи.